# DREAM.4
OLYMPIA DREAM.4 ミドル級グランプリ2008 2nd ROUND（オリンピア ドリーム・フォー ミドルきゅうグランプリにせんはち セカンドラウンド）は、日本の総合格闘技イベント「DREAM」の大会の一つ。2008年6月15日、神奈川県横浜市の横浜アリーナで開催された。
本大会では、ミドル級（84kg以下）グランプリのトーナメント2回戦、およびライト級（70kg以下）グランプリのトーナメント2回戦の一部が行われた。

## 大会概要

### ミドル級グランプリ
ミドル級グランプリ2回戦4試合が行われ、ゲガール・ムサシ、ゼルグ・"弁慶"・ガレシック、ホナウド・ジャカレイ、メルヴィン・マヌーフが準決勝進出を決めた。
2回戦進出を決めていた田村潔司は右手中指骨骨折により欠場となり、リザーバーのマヌーフが桜庭和志と対戦した。

### ライト級グランプリ
DREAM.3で行われなかったライト級グランプリの2回戦の残り1試合が行われ、青木真也が準決勝進出を決めた。第4試合終了後のインターバルでは、リング上で組み合わせ公開抽選会が行われ、準決勝のカードが決定した。

### ワンマッチ
「グラップリング・チャレンジマッチ」としてハレック・グレイシーと対戦予定だったミルコ・クロコップは、右肘靭帯亜脱臼により欠場。また、ガジエフ・アワウディンと対戦予定だったアレッシャンドリ・カカレコは、「直前の来日では時差ボケがきつい」という理由で欠場となった。これにより、ハレック・グレイシー vs. ガジエフ・アワウディンの対戦が急遽決定した。

## 試合結果
第1試合 ライト級グランプリ 2回戦 1R10分、2R5分
○  青木真也 vs.  永田克彦 ×
1R 5:12 フットチョーク
※青木がグランプリ準決勝進出。
第2試合 ヘビー級ワンマッチ 1R10分、2R5分
○  アリスター・オーフレイム vs.  イ・テヒョン ×
1R 0:36 TKO（レフェリーストップ：スタンドパンチ連打）
第3試合 ヘビー級ワンマッチ 1R10分、2R5分
○  ハレック・グレイシー vs.  ガジエフ・アワウディン ×
1R 3:02 腕ひしぎ十字固め
第4試合 フェザー級ワンマッチ 1R10分、2R5分
○  所英男 vs.  ダレン・ウエノヤマ ×
2R終了 判定3-0
第5試合 ミドル級グランプリ 2回戦 1R10分、2R5分
○  ゲガール・ムサシ vs.  ユン・ドンシク ×
2R終了 判定3-0
※ムサシがグランプリ準決勝へ進出。
第6試合 ミドル級グランプリ 2回戦 1R10分、2R5分
○  ゼルグ・"弁慶"・ガレシック vs.  金泰泳 ×
1R 1:05 TKO（レフェリーストップ：右肘の脱臼）
※ガレシックがグランプリ準決勝進出。
第7試合 ミドル級グランプリ 2回戦 1R10分、2R5分
○  ホナウド・ジャカレイ vs.  ジェイソン・"メイヘム"・ミラー ×
2R終了 判定3-0
※ジャカレイがグランプリ準決勝進出。
第8試合 ミドル級グランプリ 2回戦 1R10分、2R5分
○  メルヴィン・マヌーフ vs.  桜庭和志 ×
1R 1:30 TKO（レフェリーストップ：パウンド）
※マヌーフがグランプリ準決勝進出。